# Kholinià
Kholinià (en rus: Холынья) és un poble de l'óblast de Nóvgorod, a Rússia, segons el cens del 2011 tenia 231 habitants.